# Taziki's Mediterranean Café
Taziki's Mediterranean Café est une chaîne franchisée de restauration rapide haut de gamme basée à Birmingham, dans l'Alabama, spécialisée dans la cuisine grecque et méditerranéenne,,. En 2014, ses ventes totales sont de 28 800 000 $, soit des ventes moyennes de 1 100 000 $ par restaurant. En avril 2014, la chaîne a des bureaux dans neuf États américains

## Historique
Le concept du restaurant a été conçu après les vacances grecques de Keith et Amy Richards en 1997,. Le premier restaurant était un café qui a ouvert en 1998 au Cahaba Mall Shopping Cente à Birmingham,,,. En janvier 2015, la société comptait 40 magasins dans 11 États,

## Cuisine
La carte du Taziki's Mediterranean Café est composée de viandes grillées, plats végétariens et de salades,,. Certaines plats sont proposés « Sans gluten » ni aliments frits. Cela inclut les gyros, sandwiches, soupes et salades,

## Certification
La franchise est la première aux États-Unis à recevoir la REAL certification par le United States Healthful Food Council,La certification est donnée aux restaurants qui servent des légumes, des fruits et des grains entiers et qui sont préparés depuis le début , . Le prix reconnaît qu'ils utilisent un minimum de produits alimentaires transformés et qu'ils accordent la priorité aux ingrédients locaux et biologiques